# Болденков, Юрий Васильевич
Ю́рий Васи́льевич Болденко́в — советский и российский композитор, преподаватель музыки. Заслуженный деятель искусств Удмуртской Республики (1994). Член Союза композиторов СССР и России (1972).

## Биография
Юрий Васильевич Болденков родился 10 января 1945 года в селе Макарье Котельнического района Кировской области. В 10-летнем возрасте с семьёй переехал в Киров, где начал заниматься музыкой: сначала в любительском духовом оркестре, затем — в музыкальной школе по классу трубы. В 1959 году поступил в класс валторны Кировского музыкального училища. В 1962 году по семейным обстоятельствам был вынужден переехать во Владимир, в котором в 1963 году окончил местное музыкальное училище по специальности «Духовые инструменты» по классу валторны. После училища в течение года преподавал фортепиано в детской музыкальной школе города Меленки Владимирской области.
В 1964 году Юрий Васильевич поступил учиться в Казанскую государственную консерваторию в класс валторны профессора Анатолия Петровича Колпинского, однако через месяц после начала учёбы был призван в армию; службу проходил в штабном оркестре дивизии. Вернувшись из армии в 1967 году поступил на композиторский факультет Казанской консерватории в класс композиции профессора Альберта Семёновича Лемана, в дальнейшем обучался у профессора Анатолия Борисовича Луппова.
После окончания Казанской консерватории в 1972 году Юрий Васильевич Болденков был принят в Союз композиторов СССР и по распределению направлен на работу в Ижевск. Здесь в числе первых наряду с другими выпускниками консерватории Леонидом Васильевым и Андреем Руденко, а также классиками удмуртской музыки Германом Корепановым и Геннадием Корепановым-Камским стал членом созданного 13 марта 1973 года Союза композиторов УАССР.
Дальнейшая жизнь Юрия Васильевича неразрывно связана с музыкальной жизнью Удмуртии: с 1972 по 1986 он работал преподавателем музыкально-теоретических дисциплин в Республиканском музыкальном училище, с 1986 по 1987 годы — руководителем духового оркестра в Дворце культуры «Октябрь» Ижевска, с 1987 по 1993 годы — заведующим музыкальной частью Государственного русского драматического театра им. В. Г. Короленко, с 1994 по 1996 годы — композитором-аранжировщиком в Государственном духовом оркестре Удмуртии.
В 1994 году Юрию Васильевичу Болденкову было присвоено почетное звание «Заслуженный деятель искусств УАССР». Скончался 21 марта 1996 года в Ижевске.

## Творчество
Юрий Васильевич Болденков начал сочинять свою собственную музыку в годы учёбы в музыкальном училище: одним из его первых законченных произведений стало сочинение для хора а cappella «Утро в горах» (1963). За время прохождения службы в армии сочинил свою Первую симфонию (1966). За годы учёбы в консерватории им были написаны Вторая симфония для малого симфонического оркестра, виолончельная соната, вокальный цикл на стихи Мусы Джалиля «Из Моабитских тетрадей», оратория «Лонжюмо», опера «Последний лист».
Первым произведениям, написанным Болденковым в Удмуртии, присуща опора на удмуртский фольклор. Среди них следует отметить фортепианную сюиту «Удмуртские картинки», токкату для фортепиано. В 1975 году он сочинил сюиту для камерного оркестра «Ижевск», посвящённую жизни большого города, а в 1980 году — кантату «Моя Удмуртия» на стихи И.С. Токарева, удостоенную первой премии в конкурсе к 60-летию создания государственности Удмуртии.
Наиболее значительным произведениям композитора присущи философская глубина замысла, сочетание гражданского пафоса и лирики, диалектика рационального и эмоционального, благородство музыкального языка. Для его стиля характерны яркая индивидуальность, черты русского музыкального мышления, жанровое многообразие.

## Избранные произведения
- три симфонии (1966, 1972, 1979)
- концерт для фортепиано с оркестром (1969)
- сюита «Ижевск» (1975)
- увертюра «Победа» (1985)
- эпитафия памяти Ф. Васильева (для 11 медных, ударных и контрабаса) (1978)
- «Акварели Востока» для духового оркестра (1990)
- вокально-симфонические и хоровые произведения:
  - оратория «Лонжюмо» (1970, стих. А. Вознесенского)
  - кантата «Моя Удмуртия» для хора (1980, стих. И. Токарева)
  - кантата «Родная земля» (1984, стих. В. Ивашкина)
  - 3 хора на стихи A. Блока (1969)
  - сюита «Девять японских пятистиший» (1989)
- камерно-инструментальные произведения (сюиты, сонаты, циклы для всех духовых инструментов, циклы пьес для детей и др.)
- вокальные циклы на стихи Мусы Джалиля, Шандора Петёфи, Блейка
- 25 песен для голоса и фортепиано на стихи удмуртских поэтов (1986)
- опера «Последний лист» (1971)
- музыка к спектаклям, в т.ч.:
  - «Карусель счастливых» — для Государственного национального драмтеатра (1984)
  - «Лекарь поневоле» — для Государственного национального драмтеатра (1984)
  - «Самоубийца» — для Русского драмтеатра им. B. Г. Короленко (1987)
  - «Буря» — для Русского драмтеатра им. B. Г. Короленко (1989)